# Waheeda Rehman

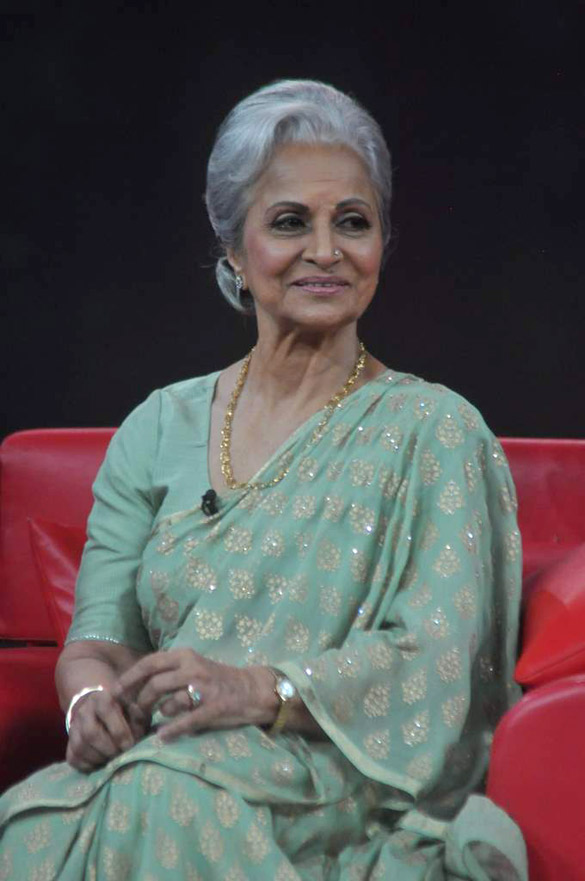
Waheeda Rehman

Waheeda Rehman (Hindi, वहीदा रहमान, Vahīdā Rahmān; * 14. Mai 1938 in Delhi) ist eine indische Filmschauspielerin.

## Leben
Sie hatte ihr Filmdebüt 1955 in einem Telugu-Film von D. Yoganand. Das Publikum war von ihrer tänzerischen Leistung begeistert und machte sie später zum Star des Hindi-Films der 1950er und 1960er Jahre. In Guru Dutts autobiografisch geprägten Film Pyaasa (1957) spielt sie eine Prostituierte. Auch in einigen weiteren Guru Dutt-Filmen, wie Kaagaz Ke Phool (1959), spielte sie die Hauptrolle. Häufig trat sie auch als positives Gegengewicht zu dramatischen Rollen anderer Schauspieler auf, so mit Meena Kumari in Sahib Bibi Aur Ghulam (1962). Sie spielte unter der Regie von Satyajit Ray in Abhijan (1962, mit Soumitra Chatterjee). Den Höhepunkt ihrer Karriere erreichte sie in Guide (1965, mit Dev Anand) von Vijay Anand in der Rolle einer Frau, die ihren impotenten Mann verlässt, um mit ihrem Liebhaber zusammenzuleben, der ihr bei der Karriere als Tänzerin behilflich ist. Ihre Darstellung gilt als herausragend und es gelang ihr trotz antitraditionalistischem Plot die Sympathie der Zuschauer für die Filmfigur zu gewinnen. Nachfolgende ambitionierte Rollen waren weniger erfolgreich, jedoch hatte sie kommerziellen Erfolg z. B. mit Teesri Kasam (1966, mit Raj Kapoor). Waheeda Rehman spielte weiterhin Charakterrollen, mehrfach war sie in den 1970er und 1980er Jahren „Filmmutter“ von Amitabh Bachchan. Yash Chopra besetzte sie in seinem Film Lamhe (1991) und stellte sie mit einer Reminiszenz an ihren tänzerischen Auftritt in Guide prominent heraus. Danach zog sich Waheeda Rehman zunächst vom Filmgeschäft zurück, scheint aber seit 2005 wieder in Bollywood aktiv zu werden.
Rehman ist zweifache Preisträgerin des Filmfare Awards als beste Hauptdarstellerin und erhielt 1993 den Filmfare Award für ihr Lebenswerk.